# San Cristóbal (Paderne de Allariz)
San Cristóbal (llamada oficialmente San Cristovo) es un lugar situado en la parroquia de Mourisco, del municipio español de Paderne de Allariz, en la provincia de Orense, Galicia.

## Demografía
| Gráfica de evolución demográfica de San Cristóbal entre 2000 y 2023 |
|                                                                     |
| Datos según el nomenclátor publicado por el INE.                    |